# 福本茉莉
福本 茉莉（ふくもと まり、1987年 - ）は、日本のオルガニスト。。

## 人物
青山学院初等部、青山学院中等部・高等部を卒業後、東京藝術大学音楽学部器楽科オルガン専攻に進学。
初等部でパイプオルガンに出会い、中等部でオルガン部に入部した。
東京藝術大学にてオルガンを学び、同大学院を修了。2011年にハンブルク音楽演劇大学へ進学し、同大学院古楽オルガン専攻および同大学オルガン国家演奏家資格取得課程にて学び、ともに栄誉つき最高点にて修了。2016年にオルガンのドイツ国家演奏家資格を取得。2019年にプロテスタント教会音楽A資格を取得。
オルガンを浅井寛子、廣野嗣雄、椎名雄一郎、ヴォルフガング・ツェラーの各氏に師事。
2019年から2023年までヴァイマール・フランツ・リスト音楽大学にて常勤講師を務めたほか、ドレスデンの聖母教会にて2022年から2024年まで空席オルガニストの首席代理を務めた。現在、ベルリン芸術大学にてオルガン演奏実技の特任教授として後進の指導に当たっている。

## 受賞歴
- 東京藝術大学よりアカンサス音楽賞、同声会賞、大学院アカンサス音楽賞を授与される。[6]
- 2012年：武蔵野市国際オルガンコンクール優勝 [7]。
- 2013年：Otto Stöterau財団ロータリー奨学金コンクール優勝[6]
- 2013年：ニュルンベルク国際オルガン週間、オルガンコンクール優勝[7]
- 2014年：ダニエル・ヘルツ国際オルガンコンクール優勝[7]
- 2014年：アガティ・トロンチ国際オルガンコンクール優勝[7]
- 2017年：ノイブランデンブルク・コンサート教会オルガンコンクール優勝[8]
- 2017年：スウェ―リンク国際オルガンコンクール第二位[8]
- 2018年：Slovakik Radio Symphony Orchestra Prize[9]

## 録音
- 福本茉莉　オルガン・リサイタル（2014年4月16日） - デビュー盤（ナクソス）
- 「ジュエルズ・オブ・アヴェ・マリア」田村麻子（ソプラノ）（2015年7月26日） - オルガン伴奏（ナクソス・ジャパン）[10]
- 「エルジュビエタ・シコラ:　協奏曲集」福本茉莉（オルガン・ソロ）（2022年12月１日）。[11]
- 「NORTH WIND of Baroque」福本茉莉　(ACOUSTIC REVIVE)（2024年11月7日）
- 「トランペット・コンソートマティアス・へフス」(ベルリン・クラシックス)（2024年11月15日）